# Berhanu Bayeh
Berhanu Bayeh (né en 1938) fut ministre éthiopien des Affaires étrangères de la République démocratique populaire d'Éthiopie de 1986 à 1989. Il a vécu jusqu'en décembre 2020 dans l'ambassade italienne à Addis-Abeba où il s'est réfugié lorsque les troupes du Front démocratique révolutionnaire du peuple éthiopien entrèrent dans la capitale le 28 mai 1991.